# Les Inventions de Mécanicas, la Sève poilifère
Pour plus de détails, voir Fiche technique et Distribution.
Les Inventions de Mécanicas, la Sève poilifère est un  court métrage d'animation français réalisé par Robert Lortac, et sorti en 1924

## Synopsis
Le savant Mécanicas commence à perdre ses cheveux mais les lotions capillaires qu'il utilise aggravent sa situation. Il décide d'inventer lui-même un remède qui se révèle très efficace faisant pousser les poils sur toutes les surfaces. Cependant un enfant dérobe sa sève poilifère et se met à faire des farces.

## Fiche technique
- Autres titres : La Sève Poilifère
- Réalisateur : Robert Lortac
- Société de Production : Atelier Lortac
- Distributeur d'origine : Pathé cinéma
- Pays d'origine :  France
- Métrage : 102 mètres
- Catalogue Pathé-Baby : n° 565